# Uromenus alhoceimae
Uromenus alhoceimae är en insektsart som beskrevs av Nadig 1994. Uromenus alhoceimae ingår i släktet Uromenus och familjen vårtbitare. Inga underarter finns listade i Catalogue of Life.